# Gorgol (Fluss)
Der Gorgol ist ein saisonaler rechter Nebenfluss des Senegal in Mauretanien.

## Verlauf
Der Fluss entsteht aus seinen zwei Quellflüssen: dem Weißen und dem Schwarzen Gorgol. Der Schwarze Gorgol ist der längere der beiden Flüsse. Er entspringt im Westen der Verwaltungsregion Assaba und fließt in südliche Richtung. Am Stausee Lac de Foum Gleïta knickt er nach Westen ab. Etwa 50 km weiter vereint er sich mit dem Weißen Gorgol, der ebenfalls in Assaba entspringt. Von da ab fließt der Gorgol knapp 100 km geradlinig in westsüdwestliche Richtung, bis er bei Kaédi in den Senegal mündet.

## Hydrometrie
Die Durchflussmenge des Schwarzen Gorgol wurde an der hydrologischen Station am Pont Lac de Foum Gleïta bei knapp der Hälfte des Einzugsgebietes im Jahr 1958 gemessen (in m³/s).